# Умажева, Малика Абумуслимовна
Малика Абумуслимовна Умажева (1937—2002) — чеченская школьная учительница, ставшая главой пророссийской администрации чеченского села Алхан-Кала в горячий период российско-чеченского конфликта. Она открыто критиковала незаконные «зачистки», проводимые российскими военными в её селе. За несколько месяцев до гибели у неё было несколько конфликтов с высокопоставленными российскими федеральными офицерами. Умажева активно сотрудничала с «Обществом российско-чеченской дружбы».
По версии расследователей из «Мемориала», Умажева была убита группой российских спецназовцев в камуфляжной форме, вооружённых бесшумными снайперскими винтовками «Винторез», прибывших в село на бронетранспортёре и военном грузовике в ночь с 29 на 30 ноября 2002 года. Вооружённые люди ворвались в её дом, где она жила с сыном и двумя приёмными дочерьми, и вывели её на улицу. Тело убитой Умажевой вскоре обнаружили жители села.
4 декабря 2002 года корреспондент Радио Свобода сообщал о более 4000 чеченских жителей, собравшихся на похороны Малики Умажевой в селении Алхан-Кала, подавляющее большинство из которых подписали обращение к пророссийским властям и прокуратуре республики с просьбой установить местонахождение и наказать виновных в убийстве Умажевой, которая, несмотря на все угрозы со стороны российских спецслужб, МВД и бойцов Объединённой группировки войск в Чечне, храбро защищала прав населения Алхан-Калы, ведя документацию всех противоправных действий, совершённых российскими военными в ходе их многочисленных спецопераций и рейдов на это селение.

В память об убитой Умажевой её подруга Анна Политковская написала в «Новой газете» на следующий день:
Малика стала главой администрации одного из самых сложных чеченских сел — Алхан-Кала («бараевское» село, бесконечные «зачистки», расстрелы, изуродованные трупы), когда убили предыдущего главу. И разум вроде бы должен был ей твердить: «Сиди тихо, будь осторожна…» А она сделала прямо противоположное — она стала самым смелым и отчаянным сельским головой в этой убийственной для каждого человека зоне военной анархии, какой предстаёт сегодня Чечня. И то, как она себя вела, было настоящим подвигом. Она одна, безоружная, выходила против [российских] танков, вползающих в село. Она одна прямо кричала в лицо генералам, обманувшим её и исподтишка убившим жителей села: «Негодяи!». Она неистово воевала за лучшую долю для Алхан-Калы. И подобного не позволял себе в нынешней Чечне больше никто. Ни один мужчина. Какой бы пост с любой из воюющих сторон он ни занимал.
Её, скромную в общем-то сельскую начальницу, избранную народным сходом, лично и люто ненавидел начальник нашего Генерального штаба большезвёздный и краснолампасный генерал Квашнин. Причём ненавидел так, что плёл о ней всякие лживые гнусности, используя для этого доступ к телекамерам. А она? А она шла только вперёд по избранному пути и в ответ на квашнинскую ложь подавала на этого «военачальника» в суд, отлично зная, что против Квашнина боятся пикнуть почти ВСЕ, кто заседает даже в Кремле, не то что живущие в Алхан-Кале.

А Квашнин не прощает тех, кто его не боится…